# 的士司機 (1976年電影)
《計程車司機》是1976年由馬丁·史柯西斯執導，保羅·許瑞德編劇的美國新黑色心理驚悚電影，由勞勃·狄尼洛和茱蒂·福斯特主演。本片備受電影愛好者尊崇，以其優秀的演出和直析的寫實主義風格而受到讚揚，被認作是馬丁·史柯西斯的經典作品，亦被认为是有史以来最伟大的电影之一。本片兩位主角勞勃·狄尼洛與茱蒂·福斯特也因片中精彩的演出备受赞誉；後者於本片上映時更僅有十三歲。本片同時也是知名作曲家伯納德·赫爾曼生前完成的最後一部電影配樂。本片並題獻予伯納德·赫爾曼，以紀念其貢獻。

## 劇情概要
崔維斯·比克尔（勞勃狄尼洛 飾演）是一個從美國中西部來到紐約的26歲年輕人，自稱越戰時服役於海軍陸戰隊。他長期受失眠困擾，于是决定在紐約市開夜間計程車打发时间，偶尔也会去成人影院消磨时间。
他迷上了參議員帕兰汀的竞选助理贝茜（Betsy），其时她正为参议院的竞选做着筹备。崔维斯對她表達了心意，他觉得贝茜和自己有相似之处。贝茜对他感到好奇，觉得他是个很奇怪的人。她答應了和崔維斯出去约会。然而，在約會當天，崔維斯卻照着他身边认识的人的约会方式，帶贝茜去了成人影院，使贝茜急忙离开。崔維斯表示他感到沮喪、低落，试图向贝茜道歉，但贝茜已不愿再和他有任何来往。
崔維斯始终對自己看到的纽约的堕落景象感到愤怒与厌恶。一天晚上，一個十二歲半的雛妓艾莉丝（茱蒂佛斯特 飾演）為了離開她的皮條客而跳上了他的計程車。但皮條客史波特（哈維凱托 飾演）很快出現，将艾莉丝强行拉了回去，丢下一张钱然后离去，崔维斯犹豫了一会，最后还是驾车离开。
一個带意大利口音的男人（由导演史柯西斯本人饰演）一晚坐上了崔维斯的出租车，他让崔維斯驶向一栋公寓，男人说现在他的妻子正在这栋公寓里和一个黑人偷情。随后男人向崔维斯讲述了自己买枪射杀妻子的念头。
不久崔維斯跟名為Easy Andy的黑市商人買了四把手槍。崔維斯如常去一间超市买东西，期间遇上黑人劫匪进门打劫店主，为解救店主他开枪射伤了劫匪。事后崔维斯很慌张，因为他本人并没有持枪证。店主安抚他说现场由自己来解决，并让崔维斯先离开。崔维斯驾车离开后，店主为泄愤继续敲打著搶犯已死（或垂死）的身體。
崔維斯在對父母的信裡稱自己捲入了「敏感的」政府工作；他還谎称自己仍在和贝茜約會。之后他試著把这段时间的愤懑向一個前辈司機訴倾述，崔维斯说自己脑子里有些“不好的想法”，向前辈司机寻求建议。但司机沒有理解，他只是讲了些自己的經驗，最終建議崔維斯應該「享受性愛，喝酒到醉」，而且不要「想太多」。
崔维斯找到了之前跳上他车的雏妓艾莉丝所在的妓院，想带艾莉丝离开。但艾莉丝说那晚是因为自己吸毒过量，还说皮条客史波特对自己很好，并且自己也没别的地方可去。不过艾莉丝很钦佩崔维斯的行为，约他第二天一起吃早餐。吃饭时艾莉丝讲述了自己离家出走的经历，并邀请崔维斯一起搬去佛蒙特州的公社。但崔维斯拒绝了，他说自己要留下来做重要的事，并让艾莉丝不要从妓院那里要钱，而是由崔维斯来帮她出所有费用。
参议员召开了一次公共集会，在会上参议员对着听众高呼“我们是人民！”（We are the people!）。会后崔维斯混在人群中，试图刺杀參議員，但被安保人员发现，崔维斯最终逃开了安保人员的追捕。之后崔维斯駕車到艾莉丝所在的妓院，先射伤了门口的史波特，再進入妓院，射殺老鸨以及艾莉丝的客人。
激戰中崔維斯受了傷，他倒在艾莉丝的房間裏，因為脖子上的槍傷而在垂死邊緣。他試著用槍自殺，却发现槍內已经沒有子彈。在警察進入時，崔維斯舉起血淋淋的食指搭在自己的太阳穴上，做出扣下扳机的动作。一個慢動作鳥瞰鏡頭沿着崔维斯进屋的线路行进，越過四處的血跡、掉落的槍、屍體，再下了樓梯，向外離開了許多警察，以及成群围观的人們。
片子結尾，一段簡單的旁白表示崔維斯從重伤中康复了，他收到了來自艾莉丝父母的信，他們表示很感謝他救了他們的女兒。而媒體则將他塑造成了一個英雄人物，不僅拯救了一個小女孩，更勇鬥毒贩。一天晚上，一个乘客坐上了崔维斯的汽车后座，透過后視鏡可以看到，上車的人正是贝茜。贝茜说她看到了媒體对崔维斯的报道，但崔維斯否認自己是個英雄，并问了贝茜关于参议员競選的情况，还说自己祝福参议员能够胜选。贝茜下车后想继续和崔维斯交谈，但崔维斯反应冷漠，说了“再见”后便驾车离去。影片即将结束时，崔維斯從后视镜裡看見某些東西，迅速调整了后视镜的角度（觀眾不知道崔維斯看到了什麼）。這個古怪結局的意義和解釋引發了許多的討論。

## 影片结尾
关于影片意味模糊的结尾，影评人罗杰·艾伯特（Roger Ebert）写道：“关于结局的讨论有很多，我们看到报纸剪报上写着崔维斯拯救艾莉丝的“英雄之举”，然后贝茜坐上他的出租车，似乎对他表现出钦佩，而不是先前的厌恶。这是幻想中的场景吗？崔维斯真的在枪战中幸存了吗？我们看到的是他临死前的幻想吗？这个场景能被认为是真实发生的吗？……我不确定这些问题是否有答案。影片结尾更像是一段音乐，而不是一出戏剧：它以情感告终，而不是以文字告终；不是以屠杀告终，而是以救赎告终，这也是斯科塞斯的作品中众多角色的意愿。”
詹姆斯·贝拉迪内利（James Berardinelli）在他对这部电影的评论中，反对将结尾看作幻想，他写道：“斯科塞斯和编剧保罗·施拉德为《出租车司机》加上了一个完美的总结。充满讽刺意味的是，这五分钟的结尾突出了命运的变幻莫测。媒体把崔维斯塑造成了一个英雄，但要是他拔枪射向参议员的动作能快一些，他就会被贬斥为一个暗杀者。影片结束时，这位为了救一个小女孩而与皮条客、毒贩和暴徒火拼、愤世嫉俗的人，被当成了一个模范公民。”

## 演員
- 勞勃·狄尼洛 飾演 崔維斯·拜寇（英语：Travis Bickle）
- 茱蒂·福斯特 飾演 Iris "Easy" Steensma
- 哈維·凱托 飾演 Matthew "Sport" Higgins
- 西碧兒·雪佛 飾演 Betsy
- 艾伯特·布魯克斯 飾演 Tom
- 倫納德·哈里斯（英语：Leonard Harris (actor)） 飾演 參議員Charles Palantine
- 彼得·博伊爾（英语：Peter Boyle） 飾演 Wizard
- 哈利·諾薩普（英语：Harry Northup） 飾演 Doughboy
- Norman Matlock 飾演 Charlie T
- 馬丁·史柯西斯 飾演 看著剪影的乘客
- 菲克特·亞哥（英语：Victor Argo） 飾演 Melio
- Steven Prince 飾演 Andy，槍械售貨員
- 喬·斯皮內洛（英语：Joe Spinell） 飾演 人事主任
- 戴安娜·艾伯特（英语：Diahnne Abbott） 飾演 電影院小賣部女職員
- Bob Maroff 飾演 黑手黨成員

## 風格與影響
主角拜寇是一個生存在大城市裡，來自美國中西部的孤獨者，這個靈感是始自於編劇保羅·許瑞德早年的人生。在許瑞德離婚又結束了幾段關係後，他有一段時間過的很頹廢；他是個失敗的影評人，所為最多也只是跟幾個朋友進出洛杉磯的色情電影院。也有人說影片的部份靈感來自於許瑞德家鄉(Grand Rapids, Michigan)在60年代末期至70年代初期的衰退。
許瑞德曾說過，《出租车司机》的構想受到了行刺華里斯州長的亞瑟·布瑞莫所寫的日記的影響。許瑞德在頹廢的那段日子時，相當著迷於布瑞莫所出版的《刺客日記》（An Assassin's Diary，ISBN 0-06-120470-6）。另一個許瑞德承認的影響，是約翰·韋恩所主演的西部片《搜索者》。這部片講述的是一個沙場老手回到故鄉後，搜尋他被卡曼契族印地安人給綁走的侄女。主角伊森（韋恩飾）展開他著了魔的任務，並成功將她帶了回來，卻絲毫不管她內心的感受。這個影響很直接的表現在崔維斯從史波特手中拯救Iris時的部份。很巧合地，史波特曾叫過崔維斯為「牛仔」，而兩人最後對決時，史波特的穿著也剛好類似於印第安人的形象。之外，史瑞德也有受到法國存在主義作家沙特之小說《恶心》的影響。
史柯西斯最初要求許瑞德改編杜斯妥也夫斯基的小說《賭徒》，但許瑞德卻婉拒了，因為他當時正為其他的計劃而忙得不可開交。不過許瑞德則把《出租车司机》的劇本交給了史柯西斯，同樣包含了許多杜斯妥也夫斯基小說裡的存在主義的主題。在《史柯西斯論史柯西斯》裡，他曾述「我從未讀過保羅這個劇本的原始資料」，而他表示「不過在幾年前，我讀過杜斯妥也夫斯基的《地下室手記》，此後一直想把它拍成電影；而《出租车司机》是我接觸到最接近《地下室手記》情節的劇本。
史柯西斯也實驗了從欣賞的法國新浪潮裡得來的一些電影技巧，像是跳接。
整部片幾乎全是以第一人稱敘述—— 事件都是由崔維斯本身的觀點所呈現，因為觀眾總是聽到崔維斯說的話、總是聽到他所想的事、也總是聽到他聽到的東西。而唯一一場與崔維斯無關的戲，則是史波特和Iris在她的房間內的那場戲。那場戲是在製作後期才加進去的。
Greil Marcus在其著作《The Believer》(June/July 2006, p. 78)裡提及，史柯西斯告訴他《計程車司機》的前半部是改編於范·莫里森的專輯《Astral Weeks》。
崔維斯的髮型似乎隱約反映了美國在越南的軍事行動。在崔維斯決定了要行刺參議員Palantine時，他剪了一個摩霍克族印第安人的髮型。這個提議是由史柯西斯的朋友Victor Magnotta所提供的，他在片中飾演密勤局的幹員，而他則是曾在越南服役過。史柯西斯記下，「Magnotta談到了一些叢林中的士兵的樣子。他們會剪這樣的髮型，看來就像是個摩霍克族人……而你會瞭解這是個特殊的造型，會讓你聯想到突擊隊的樣子，人們則會讓路給他們……我們認為這是個不錯的設計。」

## 製作過程
在劇本草期，史波特如其他的小角色一樣，是一個黑人。不過，史柯西斯認為這樣會使影片受到種族主義的聯想，因此他們將他改成了白人角色。影片之中還是存有相當濃厚的種族色彩，黑人的角色被稱作為「spooks」、「jungle bunnies」、「niggers」等，而片中黑人社區被叫「茅茅國」，崔維斯則都不懷好意的盯著黑人看。
在影片中飾演Iris的朋友的女演員，是一位真正的娼妓，她是茱蒂·福斯特扮演雛妓時的師法對象。
片中崔維斯在鏡子前自言自語的那場戲，完全是勞勃·狄尼洛的即興演出；劇本上只是很簡單的提及「崔維斯照著鏡子。」狄尼洛之所以反覆述說那麼多次的原因是，當時史柯西斯戴上耳機，聽到錄下的聲音含有很多背景的噪音，他不確定狄尼洛的聲音是否有被錄了進去。於是他作信號要狄尼洛不斷重複，以確保他們能錄製成功。那句對白是源自於1953年的經典西部片《原野奇俠》：主角Shane對Chris Calloway說道：「你在和我說話嗎？」，而Chris答道：「不然還會有誰。」
崔維斯帶Betsy去看的成人電影叫做《Kärlekens Språk》（《愛的語言》）是1969年瑞典一部偽裝成性教育紀錄片的色情電影。
女演員Diahnne Abbott扮演一位在色情戲院裡拒絕崔維斯殷勤的店員。而在真實生活中，她之後嫁給了勞勃·狄尼洛（而後又離婚了），並和他生了一個孩子——Raphael De Niro。史柯西斯則在1975年12月30日，娶了Julia Cameron。
本片是最後一部使用傳統哥倫比亞影業商標的電影。

## 爭議
片尾槍戰的高潮戲，在那個年代來說是太過寫實，因此被列為「R」級。史柯西斯降低了片子的色彩飽和度，使血看來盡量不會太過鮮明。在之後的訪問中，他透露很高興能改變色調，而且也比原始影像更為強烈。 不過在DVD特別版裡，本片攝影師Michael Chapman表示，很遺憾這樣的結果，使得本片沒有留下更強烈的影像。
有些評論家對於年幼的茱蒂·福斯特出現在槍戰高潮戲裡感到很感冒。不過，在紀錄片《Making Taxi Driver》（收錄在本片的DVD版本裡）裡福斯特表示，那場戲特效的安排和排演時她都是在場。所有的過程也都一步一步地跟她解釋和實驗給她看過。福斯特說，她對於那些幕後工作感到很著迷也很有信心，而不會感到不適或是覺得受創傷。除此之外，在這場戲拍攝之前，她也接受了相當長期的心理測驗，以確保她不會陷入角色的創傷之中。

## 评价
《出租车司机》在票房上相當成功，並獲得奧斯卡金像獎的多個提名，並贏得坎城影展的最高榮譽。幾年後，美國電影學會將其排在「AFI百年百大电影」的第47位，以及「百年百大驚悚電影」的第22位。本片並常排在網際網路電影資料庫的票選最佳50部片之內，也被美國國家影片登記部選為收藏之一。資深影評罗杰·埃伯特將《計程車司機》選為其「最偉大電影」的名單之中。

## 人物分析
《出租车司机》是第一部描寫越戰對參戰軍人所造成影響的電影。崔維斯可能受創後失調症困扰(發生在部份越戰退伍軍人身上的症狀，受到關注之後記載於1980年美國心理疾病診斷及統計手冊(DSM-III))。他那斯巴達式的生活形態以及選擇低收入又沒有出路的工作的模式，正是許多受苦於此症狀的退伍軍人的寫照。心理或身體上有殘疾的退伍軍人被政府或社會遺忘，並且沒有得到適當的補償。此外影片也描寫了嚴重的孤獨與疏離感造成的影響，這是類精神分裂型人格違常的徵兆，伴隨著因社會的不公義而遷怒到他人的傾向，最終採取了殺人行動。

## 社会影响
因观看这部影片而迷恋上茱蒂·福斯特的约翰·欣克利，为了吸引她的注意，于1981年3月30日行刺时任美国总统罗纳德·里根。后因精神病而被判无罪。

## 獎項

### 獲獎
- 坎城影展 – 金棕櫚獎
- 紐約影評人協會最佳男主角 – (勞勃·狄尼洛)
- 英國影藝學院最佳女配角 – (茱蒂·福斯特)
- 英國影藝學院新進演員 – (茱蒂·福斯特)
- 英國影藝學院最佳電影音樂 – (伯納·赫曼)

### 提名
- 奧斯卡最佳影片獎
- 英國影藝學院最佳影片
- 英國影藝學院最佳導演 – (馬丁·史柯西斯)
- 美國導演工會電影傑出導演 – (馬丁·史柯西斯)
- 奧斯卡最佳男主角獎 – (勞勃·狄尼洛)
- 金球獎戲劇類最佳男主角獎  - (勞勃·狄尼洛)
- 奧斯卡最佳女配角獎 – (茱蒂·福斯特)
- 奧斯卡最佳配樂獎 – (伯納·赫曼)
- 葛萊美獎最佳電影配樂 – (伯納·赫曼)
- 英國影藝學院最佳剪輯 – (Marcia Lucas, Tom Rolf, Melvin Shapiro)
- 金球獎電影類最佳劇本 – (保羅·許瑞德)
- 美國編劇工會最佳劇本 – (保羅·許瑞德)

## 外部連結
- Taxi Driver, critiqued by a former taxi driver. （页面存档备份，存于）
- Taxi Driver, Collection of Essays & Articles.
- 互联网电影数据库（IMDb）上《的士司機》的资料（英文）
- 爛番茄上《的士司機》的資料（英文）
- Metacritic上《的士司機》的資料（英文）
- Box Office Mojo上《的士司機》的資料（英文）
- 開眼電影網上《的士司機》的資料（繁體中文）
- 豆瓣电影上《的士司機》的資料 （简体中文）
- 时光网上《的士司機》的資料（简体中文）
- AllMovie上《的士司機》的资料（英文）
- TCM电影资料库上《的士司機》的资料（英文）

| 前任： 烽火歲月誌 | 坎城影展金棕櫚獎 1976年 | 繼任： 我父我主 |

1. ↑  . British Board of Film Classification. 2006-05-05  [2020-06-11]. （原始内容存档于2020-06-11）.
2. ↑  F. Dick, Bernard. . University Press of Kentucky. 1992: 193  [2018-03-08]. ISBN 9780813149615. （原始内容存档于2018-03-08）.
3. ↑  Grist, Leighton. . Palgrave Macmillan. 2000: 130  [2018-03-08]. ISBN 9780230286146. （原始内容存档于2018-03-08）.
4. ↑  . Box Office Mojo. IMDb.   [2021-02-01]. （原始内容存档于2021-02-01）.